# Месје 20
Месје 20 (М20) је расејано јато са емисионом маглином у сазвежђу Стрелац која се налази у Месјеовом каталогу објеката дубоког неба.
Деклинација објекта је - 22° 58' 18" а ректасцензија 18h 2m 42,0s. Привидна величина (магнитуда) објекта М20 износи 13,5 а фотографска магнитуда 8,5. М20 је још познат и под ознакама NGC 6514, OCL 23, ESO 521-N*13, LBN 27, Trifid nebula.